# Воздвиженка (Альшеєвський район)
Воздви́женка (рос. Воздвиженка, башк. Воздвиженка) — село у складі Альшеєвського району Башкортостану, Росія. Адміністративний центр Воздвиженської сільської ради.
Населення — 362 особи (2010; 482 в 2002).
Національний склад:
- росіяни — 37 %
- башкири — 37 %